# Черта (инструмент)

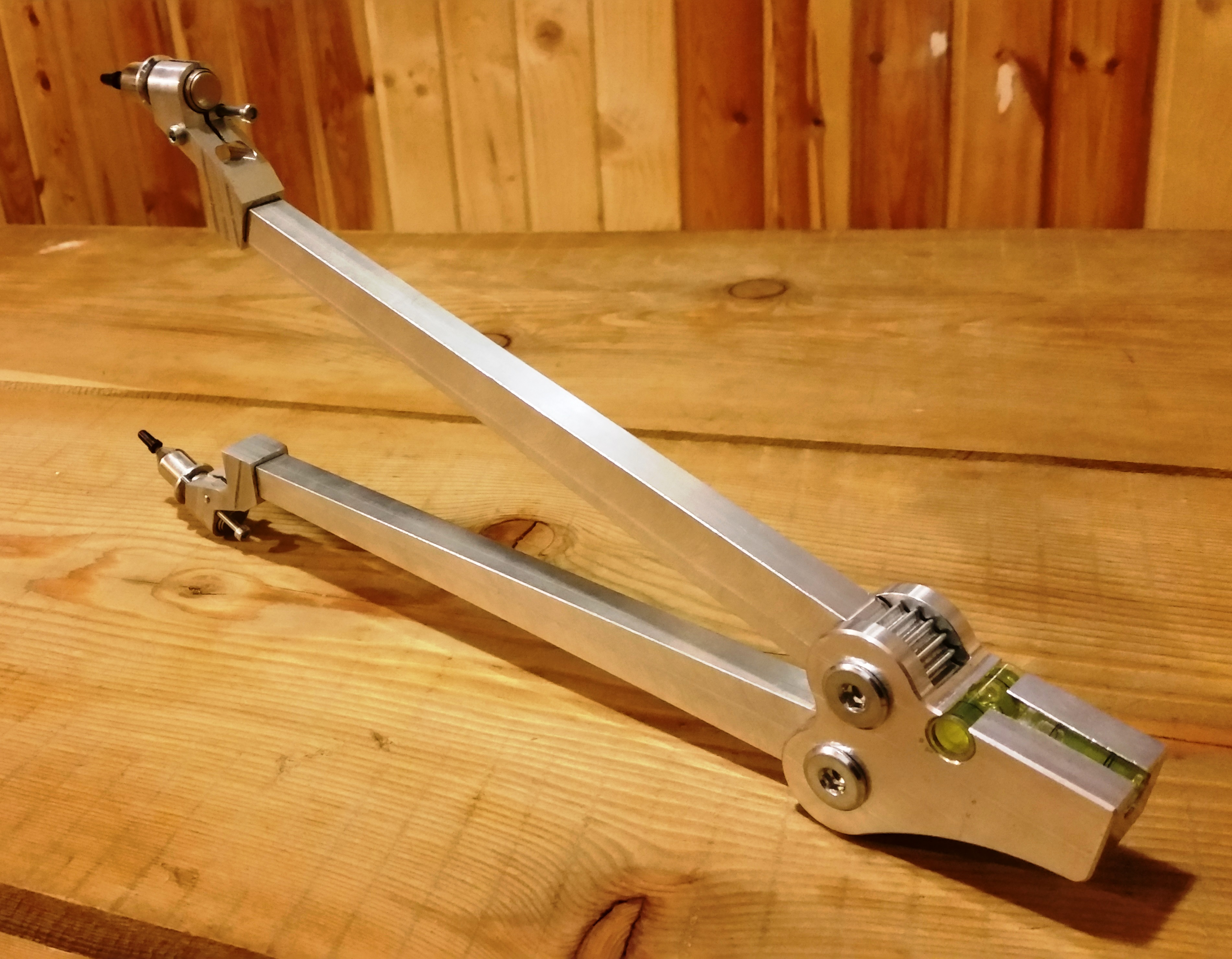
Современная плотницкая черта (производство Россия)

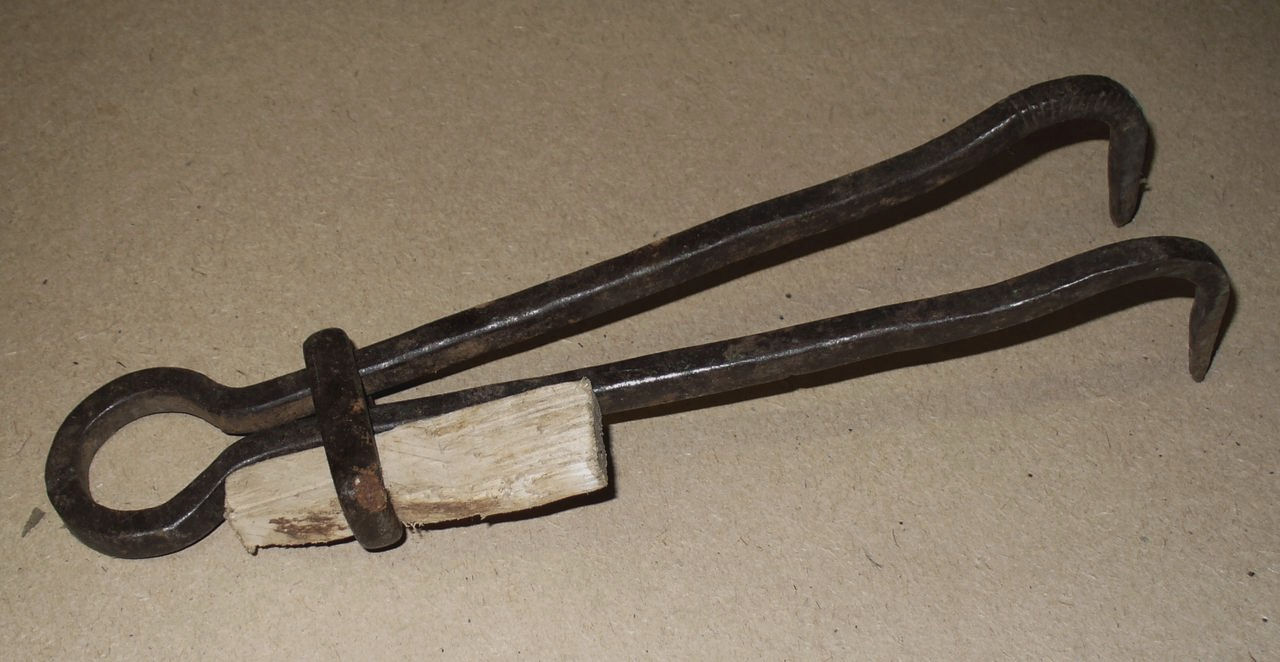
Черта. Необходимый размер устанавливается перемещением хомута, фиксируемого клином.

Черта́ — плотничий и столярный инструмент, предназначенный для разметки параллельных линий. Черта представляет собой металлическую вилку с изогнутыми и заострёнными концами, расстояние между которыми может регулироваться на необходимый размер. Применяется для причерчивания друг к другу брёвен, разметки пазов при рубке срубов.
```
Плотницкая черта
 (далее Черта) также в обиходе имеет названия «черта», «логскрайбер» или «скрайбер» - последние 2 названия соответственно происходят от английского названия «logscriber» «scriber») – ручной плотницкий разметочный инструмент для причерчивания бревен в процессе рубки сруба. Причерчивание бревен – это процесс использования Черты по нанесению разметочных линий на заготовках (бревно, брус, лафет и прочее) перед их механической обработкой. Причерчивание является частью процесса разметки. В основе причерчивания заложен принцип параллельного переноса (копирования) профиля нижнего бревна на верхнее (осаживаемое) бревно. Со старины и до недавнего времени в качестве Черты применяли металлическую скобу или согнутый пополам пруток с двумя острыми концами, которыми царапали на осаживаемом и нижнем под ним бревне продольную канавку. 
```

```
В современной черте для причерчивания используются, как пишущий элемент, стержни с чернилами так и металлические стержни. Преимущество использования стержней с чернилами перед карандашами заключается в том, что грифель карандаша в процессе разметки стирается, и уровень постепенно "уходит" от центрального положения (горизонта). Приходится достаточно часто точить карандаш, выдвигать его из лапки черты, и подстраивать уровень. К тому же, линии при использовании стержня получаются тонкие и непрерывные.
```

После выборки паза в осаживаемом бревне, вдоль размеченной канавки, оно “садится” на нижнее бревно – происходит совпадение двух канавок в одну и бревна примыкают друг к другу без зазоров.
В настоящее время для более точной разметки часто применяются Черты с уровнями.
Также существуют более продвинутые конструкции, когда помимо уровней в Черте есть поворотные головки, а закрепленный в них разметочный элемент (карандаш, стержень или игла) может поворачиваться вокруг оси ноги черты. При этом кончик разметочного элемента остается на одном и том же месте. Эта функция удобна тем, что позволяет при причерчивании поворачивать разметочный элемент под нужным углом к заготовке, сохраняя точность разметки.
Причерчивание бревен требует мастерства, поскольку от твердости руки зависит качество рубки сруба. Для точности “посадки” верхнего венца черту нужно вести ровно и без отклонений от горизонтали и вертикали. От того, насколько правильно происходит работа с Чертой, зависит вся постройка сруба.